# Yxnerums församling
Yxnerums församling var en församling i Linköpings stift inom Svenska kyrkan i Åtvidabergs kommun i Östergötlands län. Församlingen uppgick 2006 i Björsäter-Yxnerums församling som 2010 uppgick i Åtvids församling.
Församlingskyrka var Yxnerums kyrka

## Administrativ historik
Församlingen har medeltida ursprung.
Församlingen var till 1973 annexförsamling i pastoratet Björsäter och Yxnerum som 1962 utökades med Grebo och Värna församlingar. Från 1974 till 2006 var denna församling annexförsamling i Åtvids pastorat. Församlingen uppgick 2006 i Björsäter-Yxnerums församling som 2010 uppgick i Åtvids församling.
Församlingskod var 056105.

## Komministrar
Lista över Komministrar. Komministerbostaden låg i Östantorp vid Yxnerums kyrka.
| Ämbetstid | Namn                          | Levnadstid | Övrigt                                      |
| --------- | ----------------------------- | ---------- | ------------------------------------------- |
| 1558–1584 | Johannes Jonae                | –1584      |                                             |
| 1585–1592 | Haquinus                      | –1592      |                                             |
| 1594–1622 | Olavus Beronis                | –1622      |                                             |
| 1626–1658 | Olavus Erici (Rydensis)       | 1595–1658  |                                             |
| 1658–1708 | Nicolaus Iccelius             | 1631–1708  |                                             |
| 1709–1728 | Nicolaus Breman               | 1671–1728  |                                             |
| 1730–1738 | Petrus Kihlström              | 1699–1768  | Senare kyrkoherde i Björsäters församling.  |
| 1738–1748 | Johan Seulerus                | 1701–1748  |                                             |
| 1749–1773 | Johan Lindelius               | 1708–1774  | Senare kyrkoherde i Björsäters församling.  |
| 1773–1785 | Holsten Wernesson             | 1737–1785  |                                             |
| 1789–1811 | Daniel Sundelius              | 1745–1811  |                                             |
| 1812–1843 | Johan Philip Kindmark         | 1777–1843  |                                             |
| 1847–1859 | 1792–1859                     |            |                                             |
| 1861      | Carl Edvard Pntus Hällströmer |            | Senare kyrkoherde i Furingstads församling. |
| 1873–1917 | Johan Andersson               | 1837–1917  |                                             |
| 1919–     | Ejnar Ludvig Emanuel Frieberg | 1885–      |                                             |

## Klockare, organister och kantorer
| Ämbetstid | Namn                                  | Levnadstid | Kommentarer |
| --------- | ------------------------------------- | ---------- | ----------- |
| 1816–1830 | Jon Lindgren                          | 1745–1830  | Klockare    |
| 1830–1838 | Anders Söderlund                      | 1804–1838  | Organist    |
| 1838–1859 | Daniel Gustaf Danielsson              | 1816–      | Organist    |
| 1859–1899 | Pehr Kärnell                          | 1834–1907  | Organist    |
| 1907–1921 | Axel Gustaf Adell                     | 1883–1921  | Organist    |
| 1923–1924 | Tage Harry Lennart Berg               | 1900–      | Organist    |
| 1925–1940 | Sten Oskar Mauritz Pettersson Hårdeng | 1899–      | Organist    |